# Mwandishi
Mwandishi — дев'ятий альбом джазового піаніста Гербі Генкока, виданий у 1971 році.

Mwandishi був записаний на студії звукозапису Wally Heider, в Сан-Франциско, штат Каліфорнія, в січні 1971 року. Альбом поєднує риси фанку, джазу та року. Назва «Mwandishi» («композитор» мовою Суахілі) — псевдонім Генкока, яким він користувався наприкінці 1960-х — початку 1970-х.
Незвичними у ритмічному відношенні є композиції «Ostinato», написана у розмірі 15/8. Wandering Spirit Song («Пісня блукаючого духа»)  «характеризується чергуваннями більш та менш динамічних епізодів, динамізація досягається за допомогою крещендо і додавання більшої кількості музичних голосів, а спад напруги — довгими акордами на своєму синтезаторі».

## Трек-лист
| #  | Назва                            | Автор           | Тривалість |
| -- | -------------------------------- | --------------- | ---------- |
| 1. | «Ostinato (Suite for Angela)»    |                 | 13:10      |
| 2. | «You'll Know When You Get There» |                 | 10:22      |
| 3. | «Wandering Spirit Song»          | Julian Priester | 21:26      |

## Виконавці
- Гербі Генкок — Фортепіано Fender Rhodes
- Бастер Вільямс — бас
- Біллі Харт — ударні
- Едді Хендерсон — труба, флюгельгорн
- Бенні Мавпін — бас-кларнет, Альтова флейта, піколо
- Джуліан Прістер — тенорний тромбон, басовий тромбон